# Districtul Tha Chang, Sing Buri
Tha Chang (în thailandeză ท่าช้าง) este un district (Amphoe) din provincia Sing Buri, Thailanda, cu o populație de 16.257 de locuitori și o suprafață de 34,4 km².

## Componență
Districtul este subdivizat în 4 subdistricte (tambon), care sunt subdivizate în 23 de sate (muban').
| Nr. | Nume         | În thailandeză | Locuitori |
| --- | ------------ | -------------- | --------- |
| 1.  | Thon Samo    | ถอนสมอ         | 6,400     |
| 2.  | Pho Prachak  | โพประจักษ์       | 3,572     |
| 3.  | Wihan Khao   | วิหารขาว        | 1,997     |
| 4.  | Phikun Thong | พิกุลทอง         | 3,207     |

Format:Amphoe în Sing Buri